# Finette ou l'Adroite Princesse
Finette ou l'Adroite Princesse est un conte écrit par Marie-Jeanne L'Héritier de Villandon et publié dans ses Œuvres mêlées en 1695.
Il s'inscrit dans la lignée des contes classiques français du XVIIe siècle en grande partie écrits par des femmes, comme Madame d'Aulnoy (Les Contes des fées) ou Mademoiselle de Lubert (La Princesse Camion, La Princesse Coque‑d’Œuf et le Prince Bonbon…), et développe plusieurs éléments de la pensée morale précieuse qui avait cours dans les salons intellectuels de la fin du XVIIe siècle.
Il met en scène l'histoire de la princesse Finette, exemple-même de la vertu, et de ses sœurs Nonchalante et Babillarde, enfermées dans un château par leur père afin de les éloigner de leurs vices naturels et de les éduquer à être prudentes et avisées ; l'introduction d'un prince malveillant et rusé dans le château va permettre de révéler les conséquences négatives de leurs vices et les avantages du comportement exemplaire de Finette.

## Forme
Le conte s'adresse à la comtesse de Murat, amie de L'Héritier participant comme elle aux salons précieux, et également autrice de contes. Mademoiselle de L'Héritier déclare en préambule vouloir offrir à son amie une « historiette » dont le but est uniquement d'en déduire un enseignement moral. Elle adopte volontairement un « tour naïf » et « comme on parle » en rejetant un style formel brillant et recherché auquel Murat aurait semblé s'attendre, puisque L'héritier fait référence au talent de celle-ci pour les nouvelles en vers ; en cela elle s'éloigne de l’esthétique précieuse qui entend valoriser le langage en adoptant un style élevé, et privilégie le fond de la pensée (ici une pensée morale) à l'esthétique formelle dont le but serait de « divertir » ou de plaire.
Le conte s'ouvre sur deux proverbes qui montrent la veine populaire dans laquelle L'Héritier entend inscrire son conte, et dont l'histoire qui suit est une illustration : « oisiveté est la mère de tous les vices » et « défiance est la mère de sûreté ». La conteuse insère à la suite une mise en garde morale en vers, en s'excusant ironiquement de cet écart dans sa démarche de simplicité. Elle inscrit ainsi dans la préciosité une dimension populaire, naïve et spontanée, en mêlant deux registres.
Le même schéma se répète en clôture du conte, avec l'insertion d'une morale en vers donnant au conte une dimension cyclique et ludique, sous la forme d'une « conversation », puisque les adresses enjouées à Murat jalonnent le conte, dans la veine des salons littéraires du XVIIe siècle qui proposent une réflexion dont la gravité et la profondeur serait allégée par une recherche d'« agrément » et d'amusement. L'héritier insiste sur la légèreté du conte en le qualifiant elle-même d'« histoire badine » dont le prétexte sert à l'établissement d'une « bonne morale », liée à une forme de sagesse et de bon sens populaire. Pour Jean-Paul-Sermain dans Le conte de fées, du classicisme aux Lumières, cette légèreté est caractéristique des contes classiques qui dénotent une désinvolture accentuée au XVIIIe siècle avec le développement des contes libertins et parodiques comme Le Sopha de Crébillon fils.

## Résumé
Un roi vivait avec ses trois filles à marier, Nonchalante, surnommée ainsi à cause de sa paresse, Babillarde à cause de son bavardage incessant, et Finette à cause de son intelligence et de la subtilité de son esprit. Le roi, qui se reposait sur Finette pour la gestion de son royaume et de sa maison mais s’inquiétait de l'avenir de ses sœurs pétries de défauts, demanda à une fée de leur fabriquer trois quenouilles de verre qui se casseraient sitôt que leurs propriétaires agiraient à l'encontre de leur vertu. Il offrit à ses filles les quenouilles et les enferma sans domestiques en haut d'une tour en leur défendant d'y recevoir quiconque. Alors que Finette trouvait à s'occuper, ses sœurs s'ennuyaient et s'apitoyaient sur leur sort. Riche-Cautèle, un prince fourbe venant d'un royaume voisin, décida de piéger les jeunes filles. Il se fit ouvrir les portes du château sous une fausse apparence, mais lorsque la supercherie fut révélée, les sœurs épouvantées se cloîtrèrent dans leurs chambres.
À force de belles paroles, déclarées tour à tour aux deux aînées qui ne pouvaient communiquer entre elles, il les amena à lui ouvrir leur porte et à lui céder leur vertu avec la promesse d'un mariage prochain. Les quenouilles des jeunes filles se brisèrent aussitôt. Le prince les enferma ensuite dans leurs chambres, avant de partir à la recherche de Finette. Celle-ci réagit à l'inverse de ses sœurs aux tentatives de séduction de Riche-Cautèle : consciente du caractère manipulateur de ses paroles doucereuses, elle le menaça à l'aide d'un marteau après que le prince eut enfoncé sa porte, puis feint d'être dupe afin de l'inciter à se rendre dans une chambre où elle prétendit que l'attendait un lit pour la nuit. Elle y avait en fait construit un lit de fortune au-dessus d'un égout. Le prince y tomba, et ne réussit à s'en extraire que le lendemain avant de rentrer dépité dans son royaume. Finette délivra ses sœurs.
Cependant, Riche-Cautèle fomenta un nouveau plan contre les sœurs, et Finette fut capturée, supportant avec héroïsme sa captivité. Riche-Cautèle lui montra dans sa cellule le tonneau hérissé de piques qu'il lui réservait, mais la princesse en profita pour l'y faire basculer et prendre la fuite. Riche-Cautèle était presque mourant, et son frère Bel-à-voir, qui était aussi bon et doux que son frère était mauvais, prit soin de lui.
De retour auprès de ses sœurs, Finette constata qu'elles avaient mis au monde deux enfants. Catastrophée, la jeune fille décida de s'en débarrasser. Elle enferma donc les nourrissons dans des boites, se rendit déguisée en homme dans la ville de Riche-Cautèle, et parvint à l'aide d'un subterfuge à pénétrer avec les enfants à la cour, où elle déposa les boites. Informé de l'histoire, Riche-Cautèle comprit que c'était un tour de Finette et profita de l'affection aveugle que son frère lui portait pour le prier d'épouser Finette afin de mieux la tuer une fois qu'elle serait à sa merci. Il expira peu de temps après.
Pendant ce temps, le père des trois sœurs revint dans son royaume et leur rendit visite en les priant de lui montrer leurs quenouilles. Extrêmement déçu par ses aînées, le roi les envoya auprès de la fée qui avait fabriqué pour lui les quenouilles de verre, comme punition pour leur comportement. La fée les mena dans une galerie où elles pouvaient admirer des tableaux représentant des femmes vertueuses en les y comparant. Elle les obligea à effectuer toute la journée des travaux grossiers et éreintants, dont elles finirent par mourir.
Finette épousa Bel-à-voir, bien qu'elle pressentait que celui-ci tenterait de venger la mort de son frère. Elle fabriqua une poupée de paille qu'elle plaça dans le lit réservé aux mariés pour leur nuit de noces et que Bel-à-voir poignarda, comme le lui avait demandé son aîné. Il en éprouva un tel remords qu'il décida de mettre fin à ses jours à l'aide du même poignard afin de se punir de ce meurtre, mais Finette, cachée dans un coin de la chambre, l'en empêcha en lui contant son stratagème. Soulagé, le prince réalisa qu'il n'aurait pas du agréer à la demande de son frère, et les deux époux « passèrent une longue suite de beaux jours dans une gloire et une félicité qu'on aurait peine à bien décrire ».

## Analyse
Mlle de L'Héritier adopte les topoi du conte merveilleux tels qu'ils sont déjà présents dans les récits de tradition orale (c'est-à-dire non seulement les codes propres au conte classique français du XVIIe siècle) : présence d'une fratrie de 3 (chiffre symboliquement fort) dont les membres sont du même sexe, de façon à mettre en valeur leurs ressemblances et leurs différences. Comme dans de nombreux autres contes (Le Petit Poucet, Cendrillon, Les Trois Frères (de) de Grimm), la cadette est le personnage principal du conte sur lequel la sympathie du lecteur est attirée, et présente de nombreuses qualités ; le statut de cadet, dévalorisé dans la société traditionnelle obéissant au droit d’aînesse, est ainsi dans les contes réhabilité. L'hyperbolisation des défauts de Babillarde et Nonchalante sert, par un effet de faire-valoir, à mettre en exergue les qualités de Finette, mais l'exagération de ces qualités permet aussi de montrer les défauts des deux sœurs ; l'attention est autant portée sur les vices que sur les qualités de manière à renforcer les avantages de la bonne conduite de Finette que la conteuse entend conseiller.

### Vertu féminine
Les deux préceptes moraux qui forment les pierres angulaires du conte sont la défiance et le travail (ici domestique), et sont fortement associés par L'Héritier à la condition féminine, puisqu'elle s'adresse dans ses vers liminaires aux « Beautés » qui succomberaient à des « blondins doucereux ». Le conte est donc un avertissement aux jeunes filles et est marqué par une défiance envers le genre masculin incarné par le prince Riche-Cautèle, puis par son frère qui tempère la négativité du masculin et sa différence avec le féminin puisque Bel-à-voir est par certains points l'alter ego de Finette (abnégation, rectitude morale, parfois complaisance). Riche-Cautèle est l'archétype du séducteur roué, figure répandue au XVIIe siècle avec le personnage de Don Juan et la naissance du libertinage intellectuel qui deviendra de mœurs au XVIIIe siècle (incarné par le vicomte de Valmont). L'Héritier s'inscrit dans le mouvement précieux qui, porté en majorité par des femmes, défend la valeur du féminin en proposant un idéal accompli de femme cultivée, avisée et vertueuse, incarné ici par Finette.

### Importance de l'intelligence pour les femmes
Néanmoins, la conteuse focalise premièrement la valeur de la femme sur son esprit puisque c'est lui qui garantit l'intégrité de la vertu de cette dernière, en lui permettant de se défier des séducteurs, mais est aussi un moyen de lutter contre l'ennui et l'oisiveté. Ainsi l'intelligence de Finette lui permet de déceler le danger que représente Riche-Cautèle, de le contrer (puisqu'elle s'en délivre par la ruse), de s'occuper en lisant lorsqu'elle est enfermée dans la tour et de conseiller son père dans les affaires du royaume, ce qui fait de son intelligence un moyen d'accès au pouvoir et à la responsabilité. Si L'Héritier obéit aux conventions du conte en essentialisant les caractères de ses personnages qui semblent être naturellement bons, paresseux, ou intelligents, elle montre cependant que Finette entretient et fait grandir ses capacités en se cultivant ; elle enjoint ainsi les femmes à cultiver leur esprit par des lectures et des réflexions (« il faut que votre esprit s'occupe », de manière à s'élever au-dessus de leur condition féminine, ou plutôt à élever cette condition. La sagesse de Finette vient aussi de sa capacité à suivre la voie morale et son intérêt en refusant par exemple qu'un inconnu pénètre dans le château, en préservant sa « quenouille de verre », c'est-à-dire sa vertu, ou en se méfiant de la demande en mariage de Bel-à-voir sur les conseils de la fée — elle le fait à la fois par obéissance et respect des figures d'autorité, et par adéquation avec la voie morale qui lui est proposée. Par un effet de mise en abyme, L'Héritier enjoint ses lectrices à écouter ses conseils de prudence en montrant son personnage faire de même, notamment auprès d'une femme plus âgée qui représente dans le conte la sagesse.

### Ambivalence du personnage de Finette
L'intelligence de Finette ne se donne pas seulement à voir comme sagesse, mais aussi comme ruse, ce qui en fait un personnage féminin particulier (bien que dans les contes classiques du XVIIe comme ceux de Madame d'Aulnoy, les personnages féminins soient souvent astucieux) ; en effet, la duplicité et la sournoiserie sont ici associés à un personnage positif. Le prince Riche-Cautèle trouve en Finette son parfait adversaire puisqu'elle manifeste la même rouerie et répond par un effet de miroir à chacune de ses ruses par un tour du même acabit ; il l'abreuve de belles paroles et feint de l'aimer, elle fait de même, il enferme ses sœurs par la ruse, elle l'enferme à son tour.
L'Héritier n'entend pas valoriser la fourberie comme étant foncièrement une qualité, mais comme un moyen de défense ; les ruses de Finette sont admirables parce qu'elle lui permettent de se protéger, celles de Riche-Cautèle détestables parce qu'elles lui servent à causer le malheur de victimes innocentes. Finette est un personnage ambivalent qui se situe entre Riche-Cautèle et Bel-à-voir, c'est-à-dire entre la fourberie exempte de toute bonté et la bonté exempte de toute fourberie. Finette aime ses sœurs malgré leurs vices qu'elle ne semble pas blâmer, comme Bel-à-voir aime son frère malgré sa malveillance, qu'il ne perçoit même pas.
La naïveté de Bel-à-voir, à l'opposé de son cynique frère, en fait un personnage positif mais presque faible et enfantin, dont l'attitude admirable n'est cependant pas conseillée puisqu'elle l'aurait fait tuer son épouse et lui aurait coûté la vie ; c'est Finette qui, parce qu'elle avait anticipé la tentative de meurtre de son nouvel époux, empêche le carnage et entame la naïveté de ce dernier en lui faisant prendre conscience de la malveillance de son frère et de la nécessité de limiter sa bonté si elle le pousse à commettre des actes aussi déraisonnables. Finette est un personnage d'action puisque ses actes sont ceux qui influent le plus sur la trame narrative, et son intelligence s'incarne par un pragmatisme en situation d'urgence qui subvertit les normes habituellement associées au masculin, tandis que Bel-à-voir agit peu, sauf pour accomplir les dernières volontés de son frère et rester à son chevet pour le soigner et lui témoigner son affection, dans un rôle traditionnellement associé au féminin.
L'ambivalence de Finette et son étrange similarité avec Riche-Cautèle se donne à voir dans la joie presque cruelle qu'elle éprouve après avoir piégé celui-ci : « on ne peut décrire le plaisir qu'elle eut », « joie secrète qui lui fut extrêmement agréable ». Le prince a précisément la même réaction après avoir piégé les deux aînées, et ce parallélisme montre l'oscillation de Finette entre deux alter(es) ego : Riche-Cautèle, la facette obscure et cruelle de la fratrie, et Bel-à-voir, la facette claire et sensible..

### Mise en garde contre l'oisiveté
La conteuse conseille aux femmes d'utiliser leur esprit non seulement pour se défier des séducteurs, mais aussi pour lutter contre le désœuvrement, vu comme l'écueil dans lequel les jeunes filles de la haute société peuvent tomber du fait de leur inactivité et qui en ferait des créatures veules. La futilité et la vanité sont en effet les vices les plus reprochés aux femmes et nourrissent les mythes misogynes, participant à une dévalorisation que L'Héritier tente de contrer. Les conséquences désastreuses de l'absence d'occupation et d'éducation pour les femmes sont visibles dans l'enfermement des sœurs qui fonctionne comme une sorte d'épreuve du feu montrant l'autonomie dont elles seraient ou non capables. Enfermée dans la tour, Finette s'occupe de multiples manières utiles, notamment en filant, et la conteuse met particulièrement l'accent sur les travaux domestiques qui permettent à la princesse de pouvoir vivre en autonomie après qu'elle s'est enfermée dans sa chambre par peur de Riche-Cautèle ; « laborieuse et prévoyante », elle a préparé en avance « une infinité de massepains » et autres vivres tandis que Nonchalante et Babillarde manquent de mourir de faim. Le travail domestique des femmes est valorisé au même titre que ses occupations intellectuelles, et le portrait de la femme accomplie symbolisée par Finette montre une femme laborieuse, avisée, qui sait tenir une maison et maîtrise les activités féminines comme le filage, dans un rôle traditionnel.
Ici les caractères naturels de Babillarde et Nonchalante (qui incarnent l'oisiveté) se radicalisent dans l'isolement car l'environnement de la cour et l'absence d'éducation corrigeant leurs défauts a créé des habitudes et un entêtement qui, s'étant enracinés, semblent les empêcher de changer. Tout au long du conte, les sœurs sont chacune fidèles à leurs caractères naturels et ne marquent pas de point de rupture ou de changement, leurs caractères fonctionnant comme un destin qui trace leur chemin. Pourtant, la conteuse suggère que si leurs habitudes à la cour n'avaient pas encouragé leurs défauts de caractères, et si elles avaient été corrigées dans leur éducation, elles auraient pu faire dévier leur destin. En mettant l'accent sur l'influence de l'éducation et de l'environnement social sur le caractère, L'Héritier se rapproche des genres de la nouvelle et du roman qui montrent une évolution psychologique de l'individu, mais le conte reste toutefois dans le registre du merveilleux puisque les personnages ne subissent aucun changement d'un bout à l'autre du récit et demeurent foncièrement fidèles à leurs caractères.
L'enfermement permet ici de révéler ces caractères et leurs conséquences. Il n'est pas pour le père un moyen de protéger les jeunes filles mais au contraire une mise à l'épreuve de leur capacité à se défendre et à survire en autonomie. L'isolement montre leur capacité d'agir à l'état pur et les confronte à leur libre-arbitre puisque aucune figure d'autorité n'est présente pour contrer leurs actions. L'environnement de la cour fonctionnait comme un cocon illusoire qui faisait écran aux réelles capacités des jeunes filles et, selon leurs caractères, les empêchait de les développer puisque la présence de domestiques et de courtisans nourrissait à la fois la paresse de Nonchalante et le bavardage de Babillarde. Les princesses sont paradoxalement confrontées au réel une fois en haut de leur tour coupée du monde extérieur, mais où celui-ci s'invite malgré tout dans son pendant le plus négatif en la figure disruptive de Riche-Cautèle.  

## Origine du conte et intertextualité
L'Héritier invoque la « tradition », c'est-à-dire la croyance populaire pour attester de l'historicité et de l'ancienneté du conte, qu'elle attribue aux troubadours et conteurs de Provence du XIIe siècle. Il n'y a cependant pas de certitudes quant à cette origine, la conteuse pouvant aussi bien ici se conformer aux topoi du conte et de la nouvelle des XVIIe siècle et XVIIIe dans lesquels l'auteur affirme n'être que le passeur d'une légende populaire fameuse, fondée ou non sur la réalité, et qu'il retranscrit fidèlement, dans une posture de second degré complice avec le lecteur puisque celui-ci n'est pas dupe du caractère fictionnel de l'histoire racontée. L'Héritier admet toutefois d'avoir étoffé le conte et se l'être fait conter lorsqu'elle était enfant, ce qui suppose que le conte lui préexistait bien mais sous une forme plus basique.
Le conte emprunte plusieurs aspects à la légende plus ancienne de Cendrillon ; motif ternaire des trois sœurs dont la cadette est le protagoniste principal et la plus valorisée au détriment de ses sœurs qui incarnent les vices attribués à la féminité (naïveté, indolence, futilité, vanité et bavardage à la fois pour les sœurs de Cendrillon et celles de Finette), triomphe final de la cadette vertueuse et la chute de ses sœurs, figure en demi-teinte du père, moral mais faible et peu présent, caractère travailleur de la cadette (les deux effectuant toutes les tâches domestiques), présence d'une fée marraine bienveillante et élisant la cadette comme sa protégée... Les deux contes divergent cependant en de nombreux points, comme leurs enjeux et intrigues respectives, l'absence de marâtre dans L'Adroite Princesse, ou le caractère rêveur, docile et peu actif de Cendrillon à l'opposé de Finette, pragmatique, méfiante et entreprenante, l'absence de réhabilitation ou d'ascension sociale pour Finette qui n'est pas en déficit de reconnaissance ou en situation de victimisation par ses sœurs, et est née princesse.
En termes de postérité, le personnage de Finette a été réemployé par Madame d'Aulnoy dans le conte Finette Cendron qui reprend cette fois de manière beaucoup plus rapprochée le conte de Cendrillon.

## Attribution
Finette ou l'Adroite Princesse a figuré dans des éditions des contes de Charles Perrault, après une contrefaçon hollandaise de 1716, à partir de l'édition de 1742 : Histoires, ou Contes du tems passé : avec des moralités, par M. Perrault ; Nouv éd. augm. d'une nouvelle à la fin. C'est le cas de Œuvres choisies de Charles Perrault, texte établi par Collin de Plancy, Peytieux, 1826, où Finette ou l'Adroite Princesse est inclus p. 112-149 [lire en ligne].
Charles Athanase Walckenaer dans ses Lettres sur les contes de fées écrit : « L'auteur de cette nouvelle m'est inconnu, mais c'est à tort qu'on a attribué cette production à Perrault, et que Meyer a avancé que L'Adroite Princesse se trouvait dans la première édition des contes de Perrault qui est de 1697. »

## Éditions
- Oeuvres meslées, contenant L'innocente tromperie, L'avare puni, Les enchantemens de l'éloquence, Les aventures de Finette, nouvelles, et autres ouvrages, en vers et en prose, de Mlle L'H*** [L'Héritier de Villandon], avec le Triomphe de Mme Des Houlières, tel qu'il a été composé par Mlle L'H***, J. Guignard, 1695, p. 229-298 lire en ligne sur Gallica
- Bigarrures ingénieuses, ou Recueil de diverses pièces galantes en prose et en vers, « Suivant la copie de Paris », Amsterdam, 1696
- The discreet princess, or The adventures of Finetta : an entertaining story for the amusement of young masters and misses, traduction anglaise de Robert Samber (en), Glasgow, J. Lumsden & son, 1819 [lire en ligne]

### Éditions modernes
- Charles Perrault, Contes, texte présenté et commenté par Roger Zuber, illustrations de Roland Topor, Imprimerie nationale, collection « Lettres françaises », 1987 ; en appendice : L'Adroite Princesse de Mlle Lhéritier
- Marie-Jeanne L'Héritier de Villandon, L'Adroite princesse ou les Aventures de Finette : conte de fées, avec cinq lithographies en couleurs d'après les dessins de Marie Laurencin, M.-P. Trémois, 1928

## Adaptations
- Finette ou l’adroite Princesse, Pathé frères, 1908[14]
- Adaptation en cinq plaques de verre pour lanterne magique de type Lapierre[15]
- Paul Fessy, L'Adroite princesse, gavotte pour piano, Biloiz, 1890 [16]
- Eugène Hyacinthe Laffillard, Alexandre Tardif, Jules Leblanc, Finette, ou l'adroite princesse, folie-féerie, mêlée de couplets, Duvernois, 1827 [lire en ligne]
- L'Adroite Princesse ou les Aventures de Finette (livre disque), Laurence Badie, 1978, 1 disque : 45 t ; 17 cm